# Simulium chainarongi
Simulium chainarongi är en tvåvingeart som beskrevs av Takaoka och Kuvangkadilok 1999. Simulium chainarongi ingår i släktet Simulium och familjen knott.
Artens utbredningsområde är Thailand. Inga underarter finns listade i Catalogue of Life.